# 성악설
성악설(性惡說)은 공자(孔子) · 맹자(孟子)와 더불어 유가(儒家)의 대표적 사상가 중 한 명인 순자(荀子: 기원전 298?~238?)가 주장한 인간의 심성(心性)에 대한 학설로, "인간의 본성(本性)은 악(惡)하다"는 학설이다.
순자의 성악설은 그의 저서 《순자》의 〈성악(性惡)〉편에 나타난 화성기위(化性起僞: 본성을 변화시켜 인위를 일으킨다)라는 명제로 대표된다. 즉, 사람의 본성은 악하여, 날 때부터 이익을 구하고 서로 질투하고 미워하기 때문에 그대로 놔두면 싸움이 그치지 않는다는 것이다. 그러므로 이것을 고치기 위해서는 예의를 배우고 정신을 수련해야만 한다고 주장하였다.

## 성립 및 의의
예(禮), 즉 사회제도의 연구에 힘쓴 사람은 공자의 만년의 제자였던 복자하(卜子夏)였다. 그리고 그의 제자인 이회(李悝: 기원전 455~395)는 위나라에서 개혁정치를 펴고 또한 법률을 체계적으로 연구하였다. 이회는 예(禮)를 사회적인 규범이라고 파악하여 그것을 법(法)이라는 형식으로 전개하였다. 복자하에서 이회로 이어지는 이 유가 분파를 숭례파(崇禮派)라고 한다. 하지만 숭례파의 가장 유명한 학자는 전국시대 말기의 사상가인 순자(荀子)였다.
순자는 인간의 본성은 악(惡)이며, 항상 욕망에 의해서 쟁란(爭亂)을 일으키는 존재라고 보았다. 그렇기 때문에 쟁란을 수습하기 위해서 요(堯) · 순(舜)과 같은 왕자(王者: 천하를 다스리는 사람으로 왕도의 실천자)가 예(禮)를 정한 것이라고 생각했다.
순자는 인간성을 악이라고 생각했기 때문에, 인(仁)보다도 오히려 규범으로서의 예(禮)를 중시하고, 이 예(禮)야말로 인간의 사회나 정신뿐만 아니라 자연계에도 통하는 법(法: 法則)이라고 하였다.
따라서 예(禮)를 통하여 인간은 자연계를 향하여 적극적으로 작용을 가하는 일이 가능해졌다. 또한 예(禮)와 법(法: 法則)이 동일시됨으로써 법(法)의 사회질서의 이념(理念)으로서의 의의가 높아져, 제자백가의 하나인 법가(法家)의 사상적인 기반이 이루어졌다.
비록 관련 사상가로 춘추시대의 자산(子産: 기원전 585?~522)이나 전국시대의 이회(李悝: 기원전 455~395), 상앙(商鞅: 기원전 ?~338) 등이 있었지만, 이들에게 있어서 법(法)은 어디까지나 현실의 정치적 기술이라고 여겨져 있었다. 이후 순자(荀子: 기원전 298?~238?)의 성악설이 등장하고 이를 기반으로 법(法)의 개념을 이념의 장(場)으로 드높임으로써 법가(法家)는 비로소 사상의 한 유파로 성립되었다. 법가의 대표적 인물인 한비자(韓非子)는 순자의 문하생이다.

## 유럽적 관점
많은 서양 철학자들, 예를 들어 마키아벨리, 쇼펜하우어, 그리고 헤겔은 인간의 본성이 악하다고 믿었다.
독일 철학자 이마누엘 칸트는 인간에게 본성적으로 악을 추구하려는 경향이 있으며, 이를 그는 악의 급진성(Radical Evil)이라고 불렀다. 칸트에 따르면 이러한 급진적 악은 인간을 근본적으로 부패하게 만든다.

## 같이 보기
- 순자
- 성선설
- 맹자
- 법가
  - 한비자
  - 명형(名形)
  - 세법술(勢法術)
  - 상벌(賞罰)
- 악의 급진성